# Martiros Mnakyan
Martiros Mnakyan, född 9 september 1837 i Konstantinopel (nuvarande Istanbul), död där 22 februari 1920, var en osmansk-armenisk skådespelare. 
Han var engagerad vid Orientaliska teatern 1861–1867 och direktör för osmanska dramatiska sällskapet 1885–1908.